# Mauvilly
Mauvilly ist eine französische Gemeinde mit 65 Einwohnern (Stand: 1. Januar 2022) im Département Côte-d’Or in der Region Bourgogne-Franche-Comté. Sie gehört zum Kanton Châtillon-sur-Seine und zum Arrondissement Montbard.
Sie grenzt im Nordwesten an Busseaut, im Norden an Rochefort-sur-Brévon und Beaulieu, im Osten an Montmoyen, im Südosten an Aignay-le-Duc und Beaunotte, im Süden an Meulson und im Westen an Bellenod-sur-Seine.

## Bevölkerungsentwicklung
| Jahr                       | 1962 | 1968 | 1975 | 1982 | 1990 | 1999 | 2008 | 2015 |
| -------------------------- | ---- | ---- | ---- | ---- | ---- | ---- | ---- | ---- |
| Einwohner                  | 116  | 94   | 73   | 70   | 77   | 88   | 77   | 65   |
| Quellen: Cassini und INSEE |      |      |      |      |      |      |      |      |

## Sehenswürdigkeiten
- Schloss
- Kirche Nativité de la Vierge

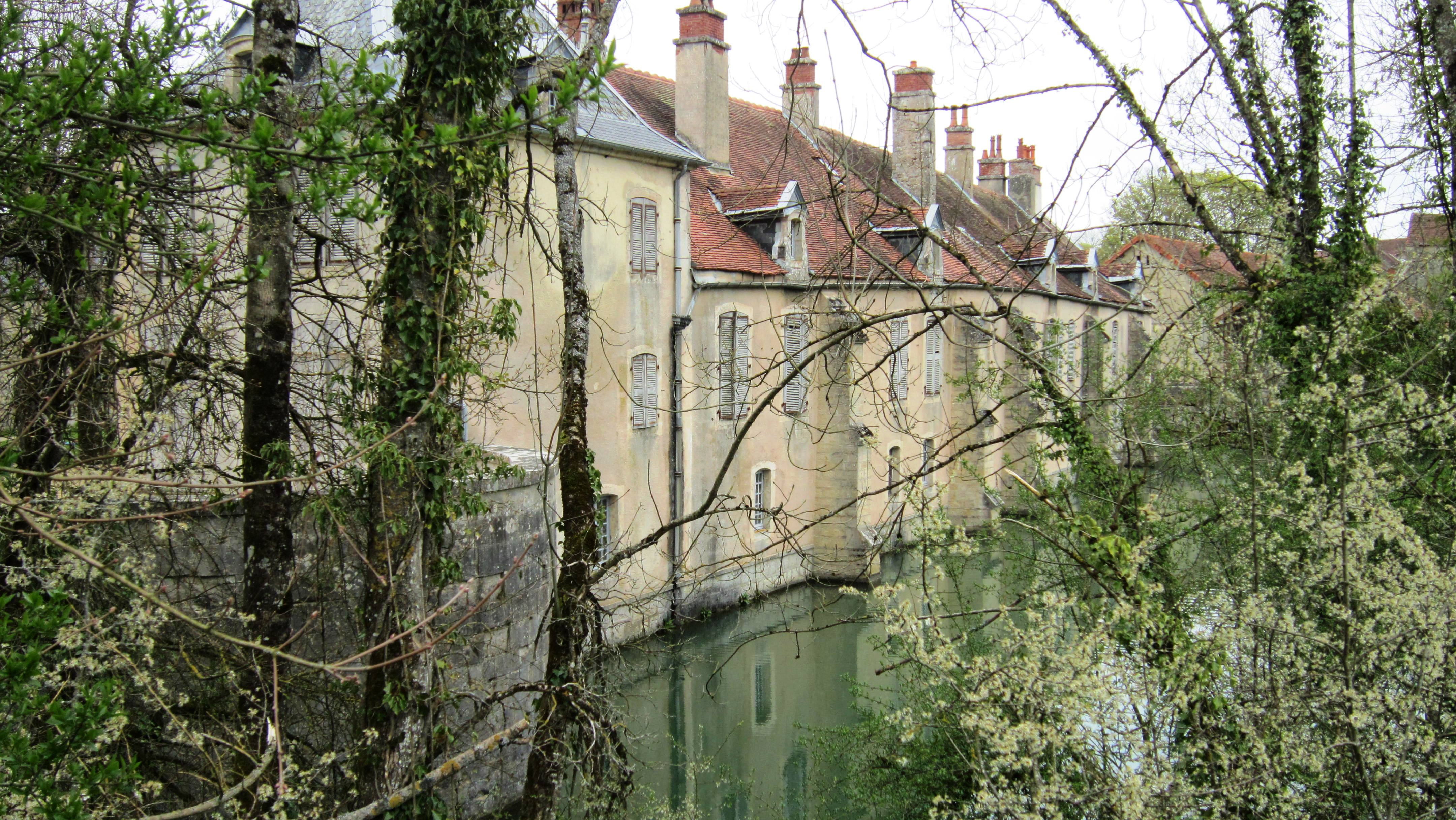
Das Schloss von Mauvilly
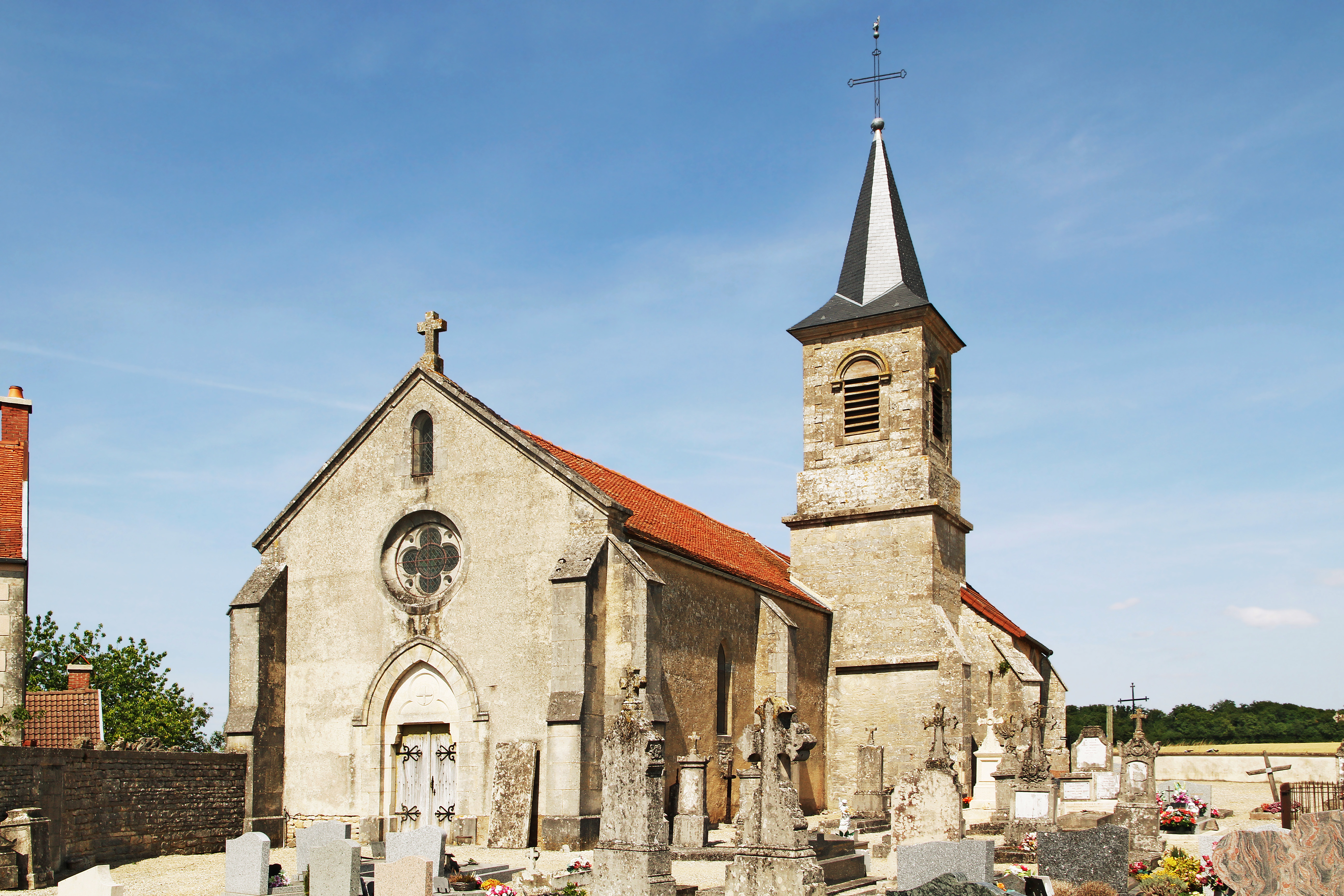
Kirche